# Pueblo Viejo Dos
Pueblo Viejo Dos är en ort i Mexiko.   Den ligger i kommunen Martínez de la Torre och delstaten Veracruz, i den sydöstra delen av landet, 230 km öster om huvudstaden Mexico City. Pueblo Viejo Dos ligger 75 meter över havet och antalet invånare är 675.
Terrängen runt Pueblo Viejo Dos är platt norrut, men söderut är den kuperad. Runt Pueblo Viejo Dos är det ganska tätbefolkat, med 222 invånare per kvadratkilometer. Närmaste större samhälle är Martínez de la Torre, 4,5 km väster om Pueblo Viejo Dos. Omgivningarna runt Pueblo Viejo Dos är en mosaik av jordbruksmark och naturlig växtlighet.